# Fiat AS.2
Il Fiat AS.2 era un motore aeronautico 12 cilindri a V di 60° raffreddato ad acqua, realizzato dall'azienda italiana Fiat Aviazione nel 1926.
L'AS.2 era destinato ad equipaggiare velivoli da competizione e venne prodotto in serie limitata.

## Storia

### Sviluppo
Soprannominato anche "Folgore", l'AS.2 venne sviluppato per essere impiegato come unità motrice ai modelli di idrocorsa che avrebbero partecipato all'edizione del 1926 della Coppa Schneider, in quell'anno disputata ad Hampton Roads, in Virginia. Il motore, una evoluzione del Fiat A.22 T ma di dimensioni maggiori e più elevate prestazioni, traeva spunto dallo statunitense Curtiss D-12 mantenendo la stessa architettura 12 cilindri a V ma adottando pistoni in lega di magnesio, cilindri separati realizzati in acciaio e teste in lega d'alluminio.
La S introdotta nella designazione AS del motore, che fino ad allora utilizzava il solo suffisso A, era l'abbreviazione di Spinto e caratterizzava, come gli analoghi modelli che lo seguirono, un motore espressamente progettato per le competizioni.
Sebbene il ricorso alle leghe di magnesio fosse una soluzione tecnica all'avanguardia e che le dilatazioni termiche tra pistoni e cilindri tendessero a provocare grippaggio, l'AS.2 permise al Macchi M.39 di conquistare il primo posto, ai comandi di Mario de Bernardi, ed il terzo posto con Adriano Bacula.

## Velivoli utilizzatori
Italia
- Macchi M.39 (idrocorsa)[1]
- Macchi M.52 (idrocorsa)[1]

## Motori comparabili
Regno Unito
- Fairey Prince (V-12)
- Rolls-Royce Kestrel

 Stati Uniti
- Curtiss D-12
- Packard 1A-1500